# Oase (Unternehmen)

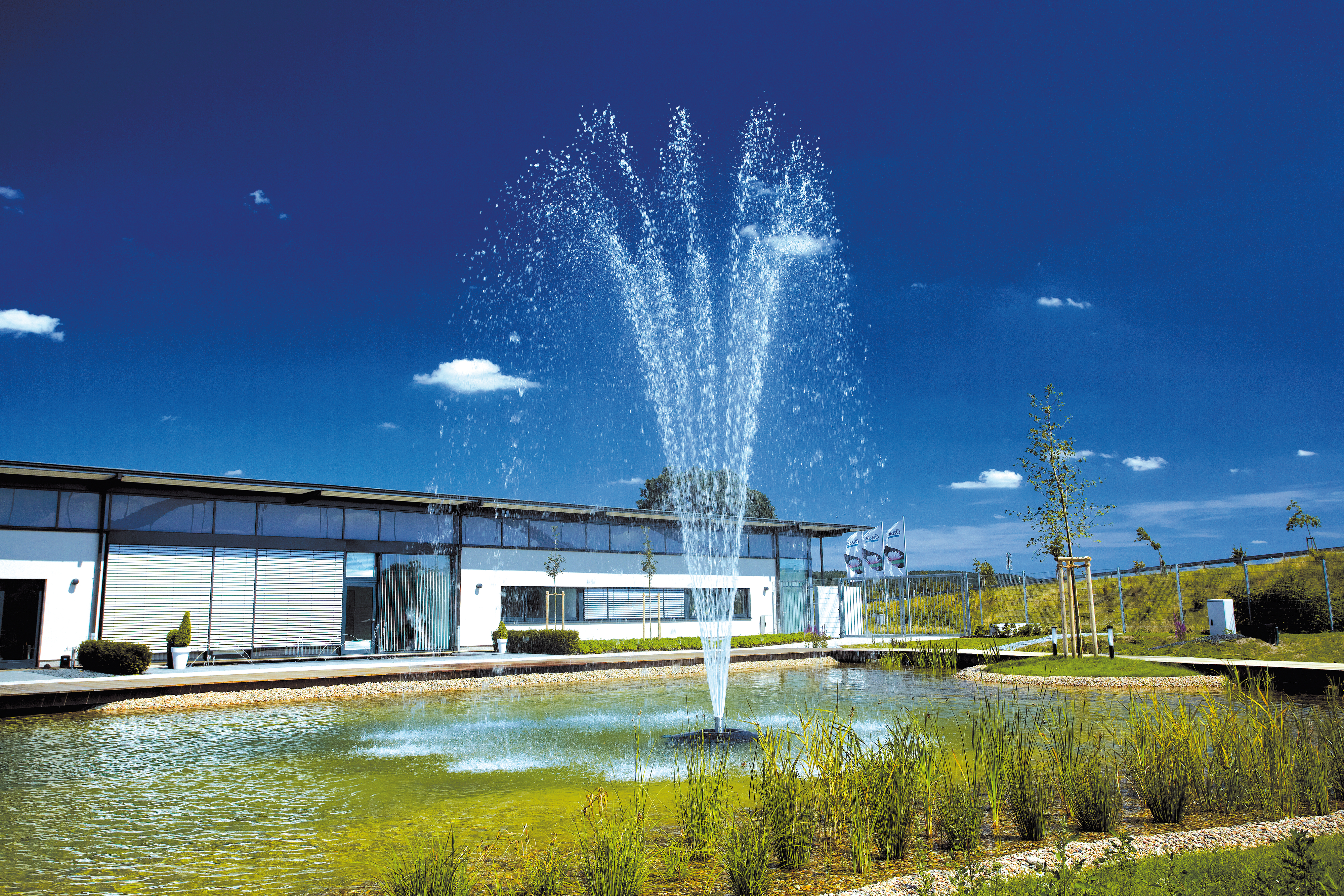
OASE Wasserspielpumpe am Standort Hörstel

Die Oase GmbH (Eigenschreibweise: OASE) ist ein deutsches Wasserbau- und Fontänentechnik-Unternehmen und bietet Produkte für die Gestaltung von Indoor- und Outflächen sowie öffentlichen Bereichen mit Wasser. Das Unternehmen hat seinen Hauptsitz in Hörstel (Nordrhein-Westfalen) und beschäftigt weltweit rund 900 Mitarbeiter in insgesamt 20 Niederlassungen sowie 7 Produktionsstandorten in Deutschland, Italien, Großbritannien, Niederlanden, den Vereinigten Staaten von Amerika und China.

## Geschichte
Das Unternehmen wurde 1949 als Reparaturwerkstatt für Landmaschinen unter dem Namen „August Wübker Söhne OHG“ gegründet. Zu Beginn der 1960er-Jahre wurden die ersten landwirtschaftlichen Pumpen entwickelt. 1966 ist das Unternehmen in den Bereich Wassertechnik eingestiegen und stellte die ersten Springbrunnen- und Unterwasserpumpen her. Neben dem heutigen Hauptsitz in Hörstel wurden während der 1990er-Jahre weitere Niederlassungen in Belgien, den Niederlanden, Frankreich, Großbritannien sowie den USA eröffnet, bis im Jahr 2000 mit der Gründung der Niederlassung Singapur das Geschäft nach Asien ausgeweitet wurde. Darauf folgte ebenfalls der Markteintritt in den osteuropäischen Raum.
2003 verkaufte Inhaber Josef Wübker das Unternehmen an die Private-Equity-Investor Cognetas. Danach eröffneten weitere Niederlassungen in der Türkei und in China sowie die OASE Middle East in Dubai. Am Standort Hörstel wird im Jahr 2009 das OASE Innovation Center eröffnet, welches unter anderem für Produktschulungen und Seminare genutzt wird. 2011 verkaufte Cognetas das Unternehmen an Barclays Private Equity. Es folgten der Einstieg der Equistone PE und die Übernahme der Firmen Eden S.r.l. (Italien) im Jahr 2013, der Kauf von Geo Global Partners (USA) im Jahr 2014 sowie die Übernahme der Marke biOrb (Großbritannien) im Jahr 2016. 2018 erfolgte die Übernahme der Firma Atlantic Water Gardens in den USA sowie 2019 die Übernahme der Firma Söll GmbH aus Hof (Deutschland). Die jüngste Acquisition stellt die Firma Aquatec, Australien, im Mai 2023 dar.

## Geschäftsbereiche
Der Geschäftsbereich der Oase Gruppe teilt sich in die Felder Consumer Business und OASE Professional. Im Bereich Consumer Business bietet das Unternehmen Produkte für den Bereich Wasser & Garten an sowie Aquaristik an. Das Angebot reicht von kleinen Wasserspielen über Garten- und Schwimmteiche aller Größen bis hin zu professionellen Koiteichen und umfasst den Bau, Betrieb und die anschließende Pflege. Auch Zubehör für Bepflanzungen und Dekorationselemente sowie Produkte für die Garten-Steuerung gehören zum Portfolio.
Der Bereich Aquaristik umfasst neben den OASE-Aquarien auch die biOrb-Designobjekte. Neben Premium-Aquarien sind hier das gesamte Zubehör wie Pumpen, Filter, Beleuchtungen, aber auch Deko- und Pflegeartikel sowie eine smarte Aquariensteuerung zu finden. Die biOrb-Produkte bieten mit einer exotischen Pflanzen- und Wasserwelt Designmöglichkeiten für die Innenraumgestaltung.
OASE Professional umfasst Lösungen in den Feldern Wasserbau, Fontänentechnik und Teich-Management, darunter große Wasser-Attraktionen. Beispiele waren die Multimedia Fountain Show in Bukarest, Rumänien, im Jahr 2019 und der weltgrößte Wasservorhang in Suzhou in China im selben Jahr. Im Bereich Water Technology bietet die Lake Therapy verschiedene Behandlungsmethoden für Gewässer und Biotope.